# Sandhausen
Sandhausen este o comună din landul Baden-Württemberg, Germania. Se află la o altitudine de 107 m deasupra nivelului mării. Are o suprafață de 14,55 km². Populația este de 15.421 locuitori, determinată în 31 decembrie 2023, prin actualizare statistică[*].